# Airspeed Courier
Airspeed AS.5 Courier – brytyjski lekki samolot pasażerski i transportowy z okresu dwudziestolecia międzywojennego. Kilka egzemplarzy było używanych przez Royal Air Force podczas II wojny światowej.

## Historia
Airspeed AS.5 Courier został zaprojektowany w 1931 roku przez jednego ze współzałożycieli wytwórni lotniczej Airspeed Ltd., A. H. Tiltmana. Ponieważ nowo powstała firma nie dysponowała odpowiednim kapitałem, prace nad budową prototypu ruszyły dopiero we wrześniu 1932 roku. Oblot pierwszego egzemplarza, napędzanego silnikiem gwiazdowym Armstrong Siddeley Lynx IVC, nastąpił 11 kwietnia 1933 roku.
Airspeed Courier wyróżniał się wśród podobnych konstrukcji z tego okresu chowanym podwoziem, będąc pierwszym produkowanym seryjnie brytyjskim samolotem wyposażonym w tę nowinkę techniczną. Samoloty seryjne odróżniały się od prototypu osłoną silnika w postaci pierścienia Townenda. Produkowano dwie wersje różniące się zastosowanym napędem. Ogółem powstało 16 egzemplarzy AS.5.
W 1934 roku jedna z maszyn została zakupiona przez Royal Air Force jako dyspozycyjna. Pozostałe trafiły do lotnictwa cywilnego jako lekkie samoloty komunikacyjne. W 1934 roku egzemplarz o numerze rejestracyjnym G-ACJL wziął udział w długodystansowym rajdzie lotniczym MacRobertson Air Race z Wielkiej Brytanii do Melbourne w Australii. Po wybuchu II wojny światowej RAF przejął jeszcze dziewięć samolotów cywilnych, używając ich do celów łącznikowych i transportowych. Tylko jeden egzemplarz powrócił po zakończeniu wojny w ręce prywatnych właścicieli i był używany do końca 1947 roku.

## Opis konstrukcji
Airspeed AS.5 Courier był jednosilnikowym, wolnonośnym dolnopłatem konstrukcji drewnianej, krytej sklejką i płótnem. Napęd stanowił silnik gwiazdowy Armstrong Siddeley Lynx IVC o mocy 240 hp (179 kW) w wersji AS.5A lub Armstrong Siddeley Cheetah V o mocy 305 hp (227 kW) w wersji AS.5B. Jedna z maszyn była w celach eksperymentalnych wyposażona w silnik Napier Rapier IV o mocy 325 hp (242 kW). Podwozie było klasyczne, trójpodporowe z płozą ogonową, chowane w locie.